# Bahnhof Oberhausen-Holten
Der Bahnhof Oberhausen-Holten war rund 80 Jahre lang ein Bahnhof und ist seit 1975 ein Haltepunkt. Er liegt an der Bahnstrecke Oberhausen–Arnhem, die Teil einer wichtigen Güterzugverbindung zwischen dem Ruhrgebiet und dem Rotterdamer Hafen ist.
Der Haltepunkt befindet sich rund zwei Kilometer vom Ortskern des Oberhausener Stadtteils Holten entfernt am Rand des Stadtteils Schmachtendorf.

## Geschichte
Die Haltestelle Holten (Kr. Ruhrort) wurde 1886 von der Köln-Mindener Eisenbahn-Gesellschaft (CME) an der bereits am 1. September 1853 errichteten Bahnstrecke Oberhausen–Arnhem eröffnet; aus dieser stammte das heute abgerissene Empfangsgebäude. Die Bürgermeisterei Holten war zu diesem Zeitpunkt gerade auf die Bürgermeisterei Sterkrade und die Bürgermeisterei Beeck (der kleinere, westliche Teil) aufgeteilt worden und gehörte bis 1887 zum Kreis Mülheim an der Ruhr.
Um die Jahrhundertwende wurde die Haltestelle zu einem Bahnhof der Klasse III OR ausgebaut. Denn nach der Trockenlegung des Holtener Bruchs durch die Kanalisierung der Emscher bestanden Pläne, dort einen der ersten deutschen Flughäfen zu errichten.
Noch vor dem Ersten Weltkrieg erfolgte die Umbenennung in Bahnhof Holten. 1917 wurde Holten in die neue Stadt Sterkrade eingemeindet, diese wiederum 1929 in die Großstadt Oberhausen; dennoch erhielt die Station erst am 14. Mai 1950 den Namen Bahnhof Oberhausen-Holten.
Am 28. Januar 1975 wurde der Bahnhof wieder in eine Haltestelle, einen Haltepunkt mit einer örtlich verbundenen Ausweichanschlussstelle, umgewandelt. Nach Schließung der Ausweichanschlussstelle bleibt heute nur noch der Haltepunkt Oberhausen-Holten.
Von Mitte 2014 bis Ende 2015 wurde der Bereich am Bahnhof Holten um die Straßenkreuzung Emmericher Straße/Weseler Straße/Schmachtendorfer Straße/Bahnstraße umgebaut. Dabei ist aus der Straßenkreuzung ein Kreisverkehr geworden und auf der Grünfläche zwischen Bahnhof und Emmericher Straße ist ein kleiner Busbahnhof mit neuen Fahrradboxen entstanden.

## Bedienung
Der Haltepunkt besteht aus zwei Seitenbahnsteigen mit jeweils 38 Zentimetern Bahnsteighöhe, die über Treppen und Rampen erreicht werden können. Bahnsteig 1 weist eine Länge von 192 Metern auf, Bahnsteig 2 hingegen nur 168 Meter.
Die Bushaltestelle Oberhausen-Holten Bf befindet sich 100 Meter südlich des Haltepunktes an der Kreuzung der Bahnstraße mit der Emmericher Straße bzw. Weseler Straße.

### Regionalverkehr
Im Schienenpersonennahverkehr wird Oberhausen-Holten von drei Regionalverkehrslinien bedient:
| Linie      | Linienweg | Takt                | Betreiber        |
| ---------- | --- | ------------------- | ---------------- |
| RE 5 (RRX) | Rhein-Express: Wesel – Friedrichsfeld (Niederrhein) – Voerde (Niederrhein) – Dinslaken – Oberhausen-Holten – Oberhausen-Sterkrade – Oberhausen Hbf – Duisburg Hbf – Düsseldorf Flughafen – Düsseldorf Hbf – Düsseldorf-Benrath – Leverkusen Mitte – Köln-Mülheim – Köln Messe/Deutz – Köln Hbf – Köln Süd – Brühl – Bonn Hbf – Bonn UN Campus – Bonn-Bad Godesberg – Oberwinter – Remagen – Sinzig (Rhein) – Bad Breisig – Andernach – Koblenz Stadtmitte – Koblenz Hbf Stand: Fahrplanwechsel Dezember 2023                                | 120 min             | National Express |
| RE 19      | Rhein-IJssel-Express: Zugteil 1: Arnhem Centraal – Zevenaar – Emmerich-Elten – Emmerich – Praest – Millingen (b Rees) – Empel-Rees – Haldern (Rheinl) – Mehrhoog – Wesel Feldmark – Wesel Zugteil 2: Bocholt – Hamminkeln-Dingden – Hamminkeln – Wesel-Blumenkamp – Wesel Flügelung bzw. Wiedervereinigung: Wesel – Friedrichsfeld (Niederrhein) – Voerde (Niederrhein) – Dinslaken – Oberhausen-Holten – Oberhausen-Sterkrade – Oberhausen Hbf – Duisburg Hbf – Düsseldorf Flughafen – Düsseldorf Hbf Stand: Fahrplanwechsel Dezember 2021 | 60 min              | VIAS             |
| RE 49      | Wupper-Lippe-Express: Wesel – Friedrichsfeld (Niederrhein) – Voerde (Niederrhein) – Dinslaken – Oberhausen-Holten – Oberhausen-Sterkrade – Oberhausen Hbf – Mülheim (Ruhr)-Styrum – Mülheim (Ruhr) Hbf – Essen West – Essen Hbf – Essen-Steele – Essen-Kupferdreh – Velbert-Langenberg – Velbert-Neviges – Wuppertal-Vohwinkel – Wuppertal Hbf Stand: Fahrplanwechsel Dezember 2021 | 60 min (wochentags) | DB Regio         |

Diese drei Linien bilden montags bis freitags einen angenäherten 20-Minuten-Takt.

### Busverkehr
Im öffentlichen Personennahverkehr halten Buslinien der Stadtwerke Oberhausen (STOAG) und der Niederrheinischen Verkehrsbetriebe (NIAG):
| Linie | Linienweg | Takt (Mo–Fr) | Betreiber |
| ----- | --- | ------------ | --------- |
| SB90  | Holten Markt – OB-Holten Bf – Schmachtendorf Heinrich-Böll-Gesamtschule – Alsfeld Jägerstr. – Ludwigshütte – OB-Sterkrade Bf – OLGA-Park – Neue Mitte Oberhausen – Oberhausen Hbf – Alstaden – Ruhrpark – Mülheim-Styrum Linie verkehrt zwischen Sterkrade Bf und Oberhausen Hbf über die ÖPNV-Trasse Oberhausen   | 20 min       | STOAG     |
| 907   | OB-Holten Bf – Oberhausen-Holten Markt – Duisburg-Wehofen – Marxloh Pollmann – Hamborn – Beeck – Beeckerwerth Godesberger Straße | 20 min       | DVG       |
| 918   | Voerde Rathausplatz – Dinslaken Bf – Hiesfeld Kirche – Oberhausen-Barmingholten – OB-Holten Bf | 60 min       | NIAG      |
| 954   | Walsumermark Hirschkamp – Neuköln – Brink – Walsumermark Eichsfeldstr. – Schmachtendorf – Waldhuck – Barmingholten – OB-Holten Bf – Holten Markt – Biefang Dienststraße – Buschhausen Friesen-/Beerenstraße – OB-Sterkrade Bf                                                                                      | 30 min       | STOAG     |
| 955   | Schmachtendorf Heinrich-Böll-Gesamtschule – OB-Holten Bf – Siedlung Dunkelschlag – Alsfeld – OB-Sterkrade Bf – Buschhausen Mitte – Lirich – Bero-Zentrum – Oberhausen Hbf – Anne-Frank-Realschule | 60 min       | STOAG     |
| 960   | OB-Holten Bf – Schmachtendorf – Walsumermark – Königshardt – Kirchhellener Straße – Alsfeld Dragonerstr. – OB-Sterkrade Bf – OLGA-Park – Neue Mitte Oberhausen – Oberhausen Hbf – Rathaus – Knappenmarkt – Schlad Wehrstr. Linie verkehrt zwischen Sterkrade Bf und Oberhausen Hbf über die ÖPNV-Trasse Oberhausen | 20 min       | STOAG     |
| NE4   | NachtExpress: OB-Sterkrade Bf – Biefangstraße – Holten Markt – OB-Holten Bf – Barmingholten → Waldhuck → Schmachtendorf Heinrich-Böll-Gesamtschule | 60 min       | STOAG     |